# Naalli Petersen
Naalli Marius Petersen (ur. 15 marca 1919 w Dråby, zm. 7 marca 1997 w Jægerspris) – duński żeglarz, olimpijczyk.
Na regatach rozegranych podczas Letnich Igrzysk Olimpijskich 1948 wystąpił w klasie Swallow zajmując 5. pozycję. Załogę jachtu Denmark tworzył z nim Johan Rathje.